# Clan Imagawa

Insignia del Clan Imagawa.

El Clan Imagawa (今川氏 Imagawa-shi?) fue un clan feudal japonés fundado por Kuniuji Imagawa. Tenía su origen en el clan Ashikaga, clan que establecería el segundo shogunato de Japón. Luego de la muerte de Imagawa Yoshimoto en la Batalla de Okehazama en 1560, muchos oficiales de los Imagawa fueron a otros clanes. Luego de una década más tarde, el clan perdió todas sus tierras ante los clanes de los Tokugawa y los Takeda. Posteriormente los Imagawa se convirtieron en los maestros de ceremonias de los Tokugawa.

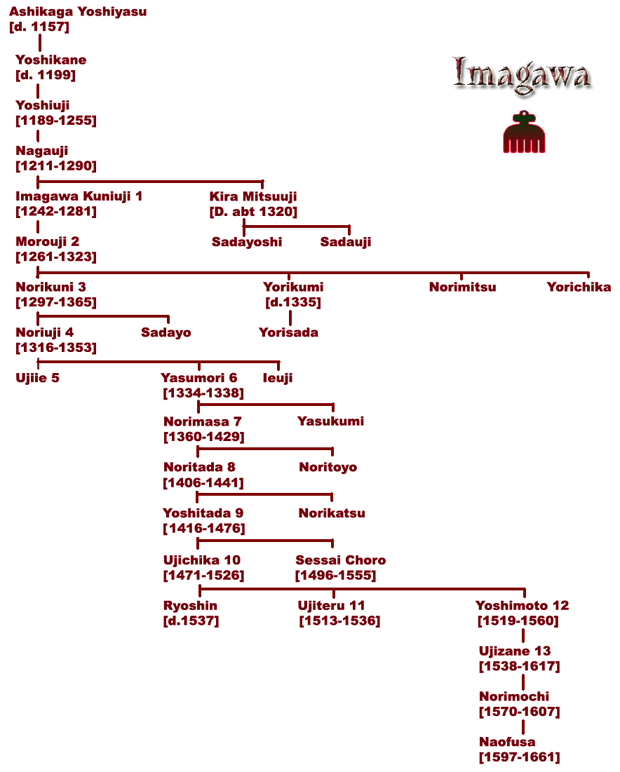
Árbol Genealógico del Clan.

## Líderes del Clan
- Kuniuji Imagawa
- Morouji Imagawa
- Norikuni Imagawa
- Noriuji Imagawa
- Ujiie Imagawa
- Yasumori Imagawa
- Norimasa Imagawa
- Noritada Imagawa
- Yoshitada Imagawa
- Ujichika Imagawa
- Ujiteru Imagawa
- Imagawa Yoshimoto
- Imagawa Ujizane

- Datos: Q1764434
- Multimedia: Imagawa clan / Q1764434